# مهندس شیمی

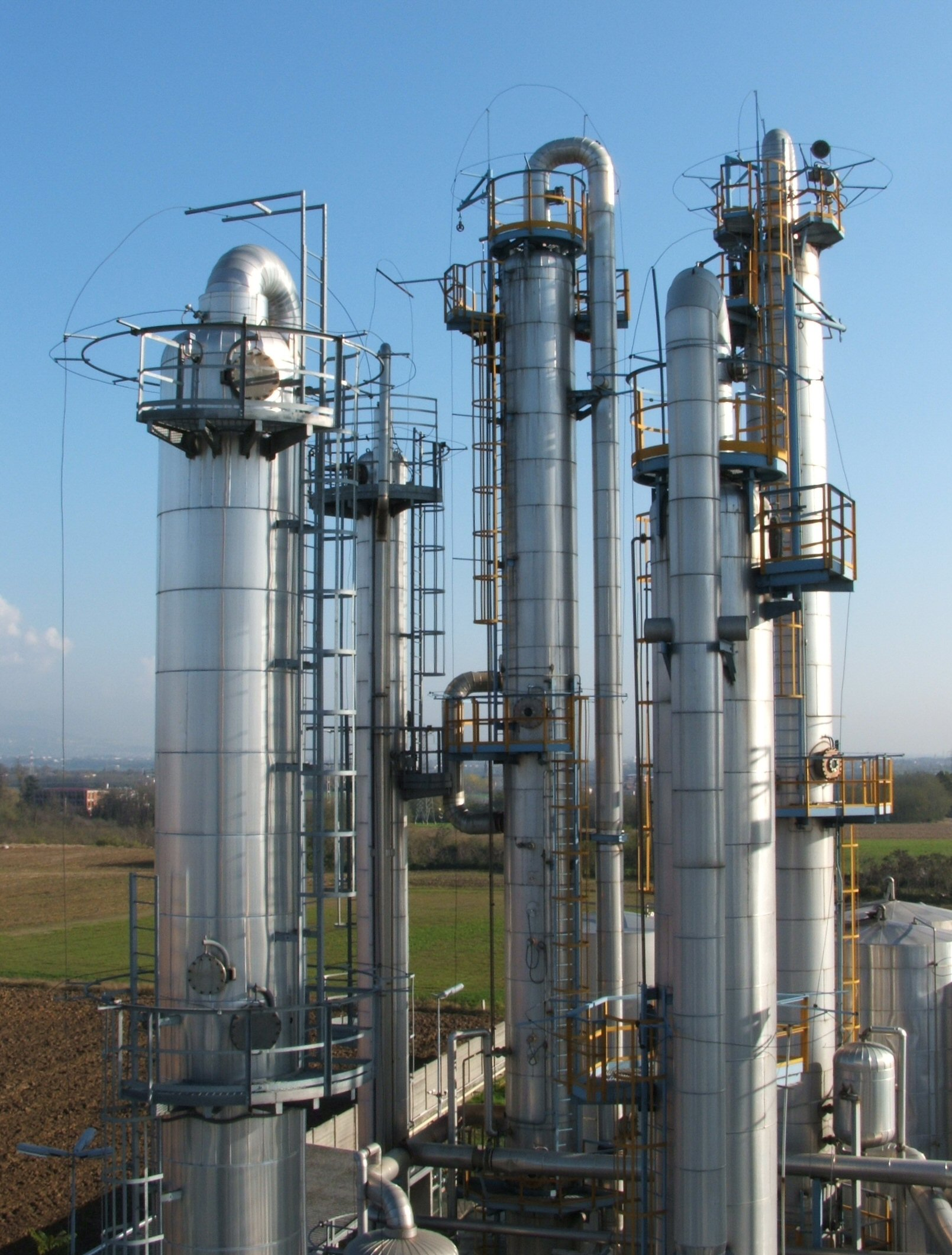
مهندسان شیمی وظیفه طراحی، ساخت و بهره‌برداری از واحدهای شیمیایی را بر عهده دارند.

در مباحث مربوط به مهندسی، یک مهندس شیمی، متخصصی است که در رشته مهندسی شیمی آموزش دیده است و به‌طور کلی در صنایع شیمیایی و در قسمت‌های مرتبط با فرایندهای تبدیل مواد خام به طیف گسترده‌ای از محصولات مشغول کار است و همچنین در زمینه طراحی و راه‌اندازی واحدهای صنعتی و تجهیزات مرتبط با آن نقش ایفا می‌کند. در کل یک مهندس شیمی کسی است که اصول بنیادین علم مهندسی شیمی را برای استفاده در بخش‌های مختلف کاربردهای عملی به کار می‌گیرد؛ این کاربردها به‌طور عمده در این بخش‌ها طبقه‌بندی می‌شوند: ۱) طراحی، تولید و راه‌اندازی واحدهای صنعتی و ماشین آلات مورد نیاز در صنایع شیمیایی و فرایندهای مرتبط (مهندس طراحی فرایندهای شیمیایی). ۲) فرآوری مواد جدید یا بهبود خواص مواد برای رسیدن به محصولات غذایی، نوشیدنی، آرایشی و بهداشتی و دارویی و بسیاری مواد دیگر (مهندس فراورده‌های شیمیایی). ۳) توسعه فناوری‌های نوینی همچون پیل‌های سوختی، هیدروژن سوختی و نانوتکنولوژی همگام با سایر رشته‌ها و شاخه‌های علمی مرتبط مانند مهندسی مواد، مهندسی پلیمر و مهندسی پزشکی.

## تاریخچه

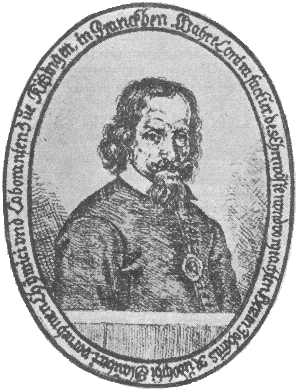
پرتره ژوهان رودولف گلابر

در سال ۱۹۵۱، رئیس وقت انجمن مهندسان شیمی طی یک سخنرانی رسمی اظهار داشت: «به باور من، بسیاری از ما خواهان انتخاب ادوارد چارلز هاوارد به عنوان نخستین مهندس شیمی برجسته دنیا هستیم.» هرچند سایر افراد صاحب‌نام و پیشرو در مهندسی شیمی، ژوهان رودولف گلابر را به پاس ابداع روش‌های تولید در مقیاس بزرگ اسیدهای صنعتی، شایسته چنین عنوانی می‌دانند.
چنین نام و حرفه‌ای در عرصه مهندسی به‌طور غیرمستقیم، نخستین بار در سال ۱۸۳۹ تحت عنوان «مهندسی مکانیک با رویکردی کاربردی در صنایع شیمیایی» مطرح شد. در سال ۱۸۸۰، جرج ای. دیویس در مقاله‌ای در خبرنامه صنایع شیمیایی نوشت: «مهندس شیمی کسی است که دارای دانش شیمیایی و مکانیکی است و دانسته‌هایش را در جهت اجرایی کردن و به مرحله تولید گسترده رساندن فرایندهای شیمیایی به کار می‌بندد.» او نام انجمن مهندسان شیمی را برای انجمنی که در اصل انجمن صنایع شیمیایی بود، پیشنهاد کرد. در نخستین گردهم‌آیی سراسری انجمن مهندسان شیمی در سال ۱۸۸۲، پانزده نفر از سی‌صد عضو انجمن خود را مهندس شیمی معرفی کردند.
در سال ۱۹۰۵ بنیادی با نام «مهندس شیمی» در ایالات متحده بنا نهاده شد و در سال ۱۹۰۸ انجمن مهندسان شیمی آمریکا به‌طور رسمی تأسیس شد.
در سال ۱۹۲۴ انجمن مهندسان شیمی چنین تعریفی را برای مهندس شیمی ارائه کرد: «یک مهندسی شیمی متخصصی است که دوره‌های طراحی، ساخت و راه‌اندازی واحدهای صنعتی را گذرانده است و در بخشی از صنایع شیمیایی مشغول به کار است که مواد طی فرایندهایی تغییر حالت و تغییر ساختار می‌یابند.»
همان‌طور که از آخرین تعریف بر می‌آید، اشتغال یک مهندس شیمی محدود به صنایع شیمیایی نشده‌است، ولی در اصل او ملزم به کار در بخش‌هایی از فرایندهای صنعتی شده‌است که در آن تغییرات فیزیکی پیچیده یا فرایندهای شیمیایی در حال رخ دادن است.

## بررسی اجمالی

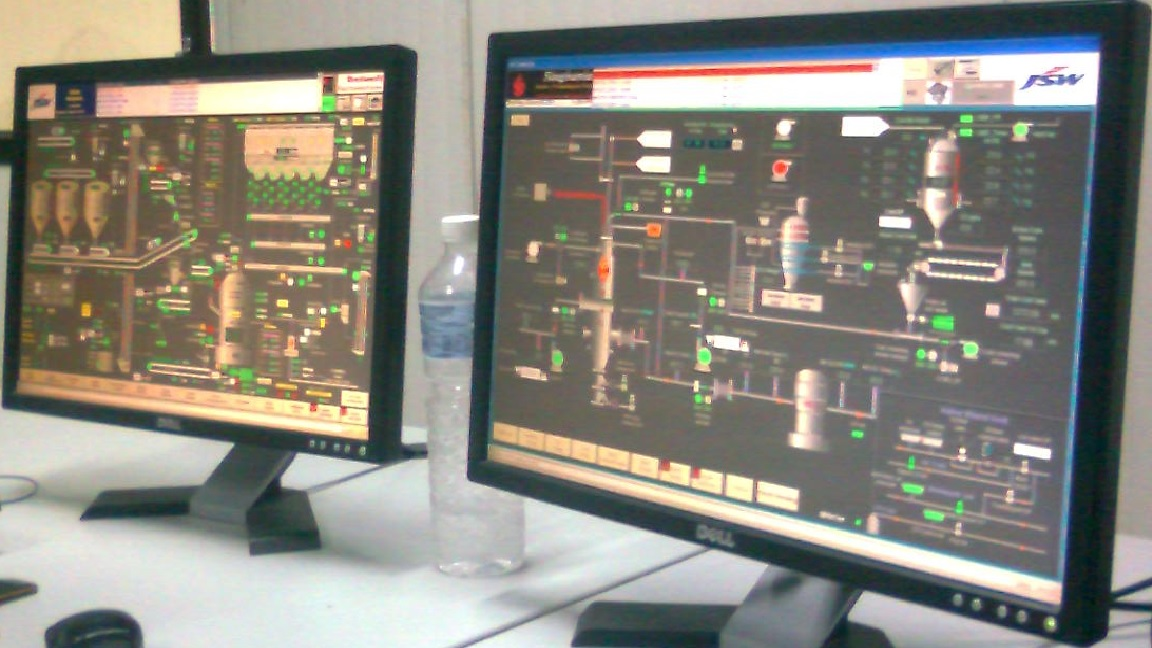
مهندسان شیمی از کامپیوتر به عنوان وسیله‌ای برای کنترل اتوماتیک تجهیزات واحدها استفاده می‌کنند.

از لحاظ تاریخی، مهندس شیمی نخستین بار در زمره مهندس فرایند برشمرده شد؛ زمینه‌ای که خود به‌طور عمده به دو بخش مهندسی واکنش‌های شیمیایی و فرایندهای جداسازی تقسیم می‌شود. در هر صورت قوانین آموزشی پیشرفته رشته مهندسی شیمی، شامل مطالبی بسیار گسترده‌تر از مهندسی فرایند می‌شود. در حال حاضر مهندسان شیمی مشغول توسعه و فرآوری طیف وسیعی از محصولات مصرفی و مواد شیمیایی هستند. همچنین این محصولات شامل مواد با عملکرد ویژه در صنایع هوافضا، خودروسازی، پزشکی، الکترونیک، محیط زیست و کاربردهای نظامی نیز هستند. به عنوان نمونه الیاف مافوق قوی در صنعت لباس و نساجی، صنایع چسب و مواد مرکب در وسایل نقلیه، مواد زیست‌سازگار برای کاشت و استفاده در بافت‌های زنده، ژل‌ها برای کاربردهای پزشکی، مواد دارویی و فیلم‌های دارای دی‌الکتریک‌های مخصوص با خواص نوری و اسپکتروسکوپی ویژه برای کاربرد در تجهیزات اوپتوالکتریکی از جمله آن‌ها هستند. همچنین ترکیب علم مهندسی شیمی با بیولوژی و مهندسی پزشکی اغلب باعث پدید آمدن نوآوری‌هایی می‌شود. بسیاری از مهندسان شیمی بر روی پروژه‌های بیولوژیکی مانند بیوپلیمرها (پروتئین‌ها) و ردیابی پروژه ژنوم انسان در حال فعالیت هستند.

## وضعیت استخدام و حقوق دریافتی
در ایالات متحده، وزارت کار در سال ۲۰۰۸ تعداد مهندسان شیمی را بالغ بر ۳۱٬۰۰۰ نفر برآورد کرده‌است. بر طبق آمار دستمزدهای سال ۲۰۱۱ از انجمن مهندسان شیمی آمریکا (AIChE)، دستمزد متوسط سالانه برای یک مهندس شیمی در حدود ۱۱۰٬۰۰۰ دلار تخمین زده شده‌است. در زمینه حقوق دریافتی، مهندسی شیمی از جمله مشاغل پر درآمد برای فارغ‌التحصیلان دانشگاهی قلمداد می‌شود. مهندسی شیمی در چند سال اخیر به‌طور پیوسته حائز رتبه دوم در بین مشاغل پرسود توسط سی‌ان‌ان مانی.کام در آمریکا شده‌است. در بریتانیا طبق آمار انجمن مهندسان شیمی، درآمد متوسط سالانه یک مهندس شیمی در سال ۲۰۰۶ در حدود ۵۳٬۰۰۰ پوند و درآمد متوسط سالانه یک مهندس شیمی تازه‌کار در حدود ۲۴٬۰۰۰ پوند تخمین زده شده‌است. به‌طور کلی و به مانند بسیاری از مشاغل مهندسی، حرفه مهندسی شیمی بیشتر در اختیار مردان است و تنها ۱۷/۱ درصد مهندسان شیمی را زنان تشکیل می‌دهند. هرچند که در بحث تحصیلی این توزیع جنسیتی وجود ندارد و آمار دانشجویان زن رشته مهندسی شیمی سال به سال در حال افزایش است.